# Чагарниця гірська
Чагарни́ця гірська (Grammatoptila striata) — вид горобцеподібних птахів родини Leiothrichidae. Мешкає в Гімалаях. Це єдиний представник монотипового роду Гірська чагарниця (Grammatoptila).

## Опис
Довжина птаха становить 29,5-34 см. Забарвлення коричневе, поцятковане тонкими білими смужками. На голові великий чуб. Дзьоб чорний, міцний.

## Підвиди
Виділяють п'ять підвидів:
- G. s. striata (Vigors, 1831) — північно-західні Гімалаї від східного Пенджабу до Кумаону;
- G. s. vibex (Ripley, 1950) — західний і центральний Непал;
- G. s. sikkimensis Ticehurst, 1924 — від східного Непалу до центрального Бутану;
- G. s. brahmaputra (Hachisuka, 1953) — від східного Бутану і південно-східного Тибету до північно-західної М'янми;
- G. s. cranbrooki Kinnear, 1932 — від північно-східної М'янми до заходу китайської провінції Юньнань.

## Поширення і екологія
Гірські чагарниці мешкають в Індії, Непалі, Бутані, Китаї і М'янмі. Вони живуть у вологих гірських тропічних лісах і високогірних чагарникових заростях. Зустрічається на висоті від 600 до 2060 м над рівнем моря. Живляться переважно комахами, а також насінням і ягодами. Сезон розмноження триває з квітня по серпень.